# カヴァラクトン

カヴァラクトンの基本構造

カヴァラクトン(Kavalactone)は、カヴァに含まれるラクトンである。抗不安薬や鎮静薬、睡眠薬としての効果等、様々な作用を持つとして研究の対象となっている。

## 酵素の阻害
カヴァの抽出物は、広い範囲の肝臓の酵素を強く阻害し、多くの薬剤と相互作用する可能性が示されている。

## 研究
抗不安作用や肝毒性等を含むカヴァの様々な効果について予備的な研究が行われているが、カヴァの様々な化合物の中でカヴァラクトンが特異的に持つ役割については、まだよく分かっていない。

## 毒性
メチスチシンやヤンゴニン等の様々なカヴァラクトンは代謝に関連する酵素であるCYP1A1の作用に影響を及ぼすことが報告されている。健康なカヴァの使用者のうち少数に肝毒性が報告されている。特に全根の粉末ではなく抽出物で見られる。
多くのカヴァラクトンが、様々なヒトの組織内でアポトーシスの効果を見せる。

## 化合物
最初に同定されたメチスチシンを始め、少なくとも18種類の異なるカヴァラクトンが同定されている。エチスチシン等の複数のアナログも単離されている。いくつかの化合物は、α-ピロンがラクトンに置換されており、一部が飽和しているものもある。
カヴァの根に含まれるカヴァラクトンの平均の半減期は、9時間である。
| 名前                                      | 構造 | R1        | R2        | R3    | R4  |
| ----------------------------------------- | ---- | --------- | --------- | ----- | --- |
| ヤンゴニン                                | 1    | -OCH3     | -H        | -H    | -H  |
| 10-メトキシヤンゴニン                     | 1    | -OCH3     | -H        | -OCH3 | -H  |
| 11-メトキシヤンゴニン                     | 1    | -OCH3     | -OCH3     | -H    | -H  |
| 11-ヒドロキシヤンゴニン                   | 1    | -OCH3     | -OH       | -H    | -H  |
| デスメトキシヤンゴニン                    | 1    | -H        | -H        | -H    | -H  |
| 11-メトキシ-12-ヒドロキシデヒドロカバイン | 1    | -OH       | -OCH3     | -H    | -H  |
| 7,8-ジヒドロヤンゴニン                    | 2    | -OCH3     | -H        | -H    | -H  |
| カバイン                                  | 3    | -H        | -H        | -H    | -H  |
| 5-ヒドロキシカバイン                      | 3    | -H        | -H        | -H    | -OH |
| 5,6-ジヒドロヤンゴニン                    | 3    | -OCH3     | -H        | -H    | -H  |
| 7,8-ジヒドロカバイン                      | 4    | -H        | -H        | -H    | -H  |
| 5,6,7,8-テトラヒドロヤンゴニン            | 4    | -OCH3     | -H        | -H    | -H  |
| 5,6-デヒドロメチスチシン                  | 5    | -O-CH2-O- | -O-CH2-O- | -H    | -H  |
| メチスチシン                              | 7    | -O-CH2-O- | -O-CH2-O- | -H    | -H  |
| 7,8-ジヒドロメチスチシン                  | 8    | -O-CH2-O- | -O-CH2-O- | -H    | -H  |